# Trifonova Point
Der Trifonova Point (englisch; bulgarisch нос Трифонова nos Trifonowa) ist eine eisfreie und rund 160 m lange Landspitze an der Südküste der Livingston-Insel im Archipel der Südlichen Shetlandinseln. Auf der Nordseite der Hurd-Halbinsel bildet sie 2,32 km ostnordöstlich des Kap Hespérides die westliche Begrenzung der Einfahrt vom Emona Anchorage zur Valchev Cove. Die Landspitze entstand durch den Rückzug des Perunika-Gletschers zu Beginn des 21. Jahrhunderts.
Die bulgarische Kommission für Antarktische Geographische Namen benannte sie im Juni 2023 nach der bulgarischen Wissenschaftlerin Iglika Trifonova (* 1957), die ab 2003/04 an mehreren bulgarischen Antarktisexpeditionen teilgenommen hatte und in deren Zuge bei zahlreichen Fotoausstellungen, Buchveröffentlichungen und Vorträgen insbesondere bei Schülern in Bulgarien das Interesse an der Antarktis weckte.